# Lorandyt
Lorandyt – bardzo rzadki minerał, siarczek arsenu i talu.
Został odkryty w 1894 roku w Macedonii i został nazwany na cześć profesora Loránda Eötvösa (1848–1919), fizyka, matematyka i polityka z Budapesztu. 

## Właściwości
Krystalizuje w układzie jednoskośnym. Kryształy najczęściej o pokroju pryzmatycznym lub tabularnym. Jest minerałem elastycznym, przezroczystym bądź półprzezroczystym. Zazwyczaj w odcieniach czerwieni, okazy są częstawo pokryte żółtawym proszkiem. Posiada diamentowy lub metaliczny połysk oraz czerwonawą rysę. Rozpuszczalny w kwasie azotowym. 

## Występowanie
Występuje w hydrotermalnych żyłach rtęci i arsenu, związanych z wulkanizmem młodych łańcuchów górskich lub ze skałami poddanymi procesom hydrotermalnym w niskich temperaturach. Towarzyszą mu przede wszystkim realgar, aurypigment, raguinit, baryt, antymonit, cynober, markasyt, piryt i tetraedryt. 

## Miejsce występowania

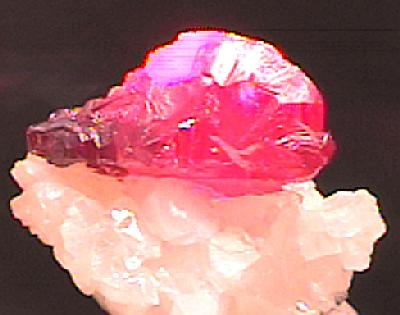
różowawy okaz na kalcycie z Utah

Jest minerałem bardzo rzadkim, mimo tego jest najbardziej rozpowszechnionym minerałem talu. Jego typową lokalizacją jest Macedonia. Najlepszej jakości okazy pochodzą z kopalni Mercur w Utah. Na terenie Stanów Zjednoczonych stwierdzony także w Wyoming i Nevadzie. Występuje również w Szwajcarii, Rosji, Tadżykistanie, Iranie, Niemczech i Chinach. Niektóre wystąpienia z Chin są wydobywane jako ruda talu. 